# Tervoorst
Tervoorst, in het Limburgs Tervoeësj geheten, is een buurtschap behorende tot de gemeente Beekdaelen, in de Nederlandse provincie Limburg.
De huizen, zestig in totaal, vormen een langgerekt stuk bebouwing vanaf het dorp Nuth langs de Voorsterstraat en de Horenweg tot aan het gehucht Brand.
Ten noorden van Tervoorst stroomt de lager gelegen Platsbeek.
In het zuiden liggen de huizen tegen een helling op, waarop ook de windmolen van Hunnecum staat.
Dorpen: Aalbeek · Amstenrade · Arensgenhout · Bingelrade · Doenrade · Hulsberg · Jabeek · Merkelbeek · Nuth · Oirsbeek · Puth · Schimmert · Schinnen · Schinveld · Sweikhuizen · Vaesrade · Wijnandsrade

Buurtschappen en gehuchten: Bovenste Puth · Brand · Breinder · Brommelen · Daniken (deels) · Douvergenhout · Etzenrade · Gracht · Grijzegrubben · Haasdal · Hegge · Heisterbrug · Helle · Hellebroek · Hommert · Hunnecum · Kamp · Kathagen · Klein-Doenrade · Kleingenhout · Kling · Kruis · Laar · Leeuw · Nagelbeek · Nierhoven · Oensel · Onderste Puth · Op de Bies · Op den Hering · Oppeven · Reuken · Swier · Terstraten · Tervoorst · Thull · Viel · Vink · Wintraak · Wissengracht · Wolfhagen

Limburg: Steden en dorpen      Nederland: Provincies · Gemeenten